# Gander (miasto)
Gander – miasto w Kanadzie, na wyspie Nowa Fundlandia w prowincji Nowa Fundlandia i Labrador.
W mieście funkcjonuje duży port lotniczy obsługujący linie transkontynentalne. Liczba mieszkańców w 2003 wynosiła ok. 9 tys., w 2011 – 11 tys.